# Strimbladsväxter
Strimbladsväxter (Marantaceae) är en familj med enhjärtbladiga växter och innehåller 31 släkten med cirka 550 arter.